# RegioJet
RegioJet come ( VKM : RJ ) è una società privata ceca di trasporto passeggeri su ferro e su gomma; di proprietà della società Student Agency, il cui azionista principale è Radim Jančura. La sede legale della società è a Brno.
La consociata omonima, RegioJet, con sede a Bratislava è un operatore di trasporto passeggeri su rotaia e autobus in Slovacchia.
La società ha iniziato a gestire il trasporto regolare con autobus con il marchio Student Agency nel 2004; il trasporto ferroviario pubblico occasionale è stato operato per la prima volta il 24 aprile 2010. L'esercizio del primo collegamento ferroviario regolare di passeggeri è stato avviato il 26 settembre 2011.
L'azienda gestisce linee di autobus nella Repubblica Ceca e Slovacca e in altre 90 città in tutta Europa.

## La storia di Student Agency e RegioJet
RegioJet fa parte della società Student Agency, che opera come Student Agency, dal 1996. All'inizio, la società Student Agency si è occupata di mediazione per soggiorni alla pari di studenti provenienti dalla Repubblica Ceca, estendendo successivamente il proprio ambito di attività a:
• mediazione di programmi di studio linguistico all'estero (1996)
• mediazione dei programmi di lavoro (1996)
• trasporto regolare di autobus nazionali (2004)
• vendita di biglietti aerei (2000)
• vendita di tour e vacanze (2010)
Nel campo dei trasporti, la società Student Agency gestiva inizialmente il trasporto internazionale in autobus; tuttavia, dal 2004 l'azienda ha iniziato con linee domestiche regolari.
Nel 2006, Radim Jančura ha espresso in diverse interviste la sua intenzione di estendere il network di autobus di Studend Agency in 3 anni e di diventare anche un fornitore di servizi ferroviari.
La società RegioJet è stata iscritta al Registro delle Imprese in data 20 marzo 2009 con oggetto di impresa “produzione, affari e servizi non indicati negli allegati da 1 a 3 del Trade Licensing Act” e in data 6 ottobre 2009 oggetto di attività “operatore di ferrovia e trasporto ferroviario ”. La consociata omonima, RegioJet, con sede a Bratislava è stata fondata nel 2010 ed è oggi operatore di trasporto ferroviario e autobus nella Repubblica Slovacca.
Nel 2016 il trasporto in autobus, fino allora operato con il marchio Student Agency, è stato inserito sotto il marchio RegioJet.

### Trasporto in autobus
All'inizio, la Student Agency gestiva il trasporto internazionale di autobus: la prima linea fu da Praga a Londra, e negli anni successivi il network si è esteso ad altri paesi europei, compresi Germania, Svizzera, Benelux, Svezia, Norvegia, Italia, Ungheria, Austria, Repubblica slovacca e Francia.
Dal 2004, la società Student Agency opera come azienda di trasporti sulle linee nazionali nella Repubblica Ceca. All'interno della Repubblica Ceca, gli autobus di colore giallo sono stati effettuati per la prima volta sulla rotta Praga - Brno nel gennaio 2004, e presto sono seguite altre linee. Le linee di questi autobus colleno gli hub di Praga e di Brno con tre dozzine di città ceche.
Il 24 febbraio 2006, Student Agency ha ricevuto il riconoscimento del TTG Travel Awards per l'anno 2005: primo posto nelle categorie "Miglior agenzia di volo (IATA) nella Repubblica Ceca" e "Miglior trasportatore di autobus".
Il 4 aprile 2016 è stato avviato il rebranding del trasporto su autobus nella Repubblica Ceca. La decisione di includere il trasporto in autobus sotto il marchio commerciale RegioJet, originariamente utilizzato solo per il trasporto ferroviario, è nata soprattutto per l'interesse dell'azienda a unificare tutte le attività di trasporto sotto un unico marchio ed anche per la mancanza di comprensione, soprattutto per i clienti stranieri: la storia dell'azienda di Jančura non è così conosciuta all'estero, quindi il nome sembrava incomprensibile e poco pratico per un'azienda di trasporti.
Invece la società slovacca RegioJet aveva iniziato a gestire il trasporto in autobus già dal febbraio 2015 con il marchio RegioJet. 

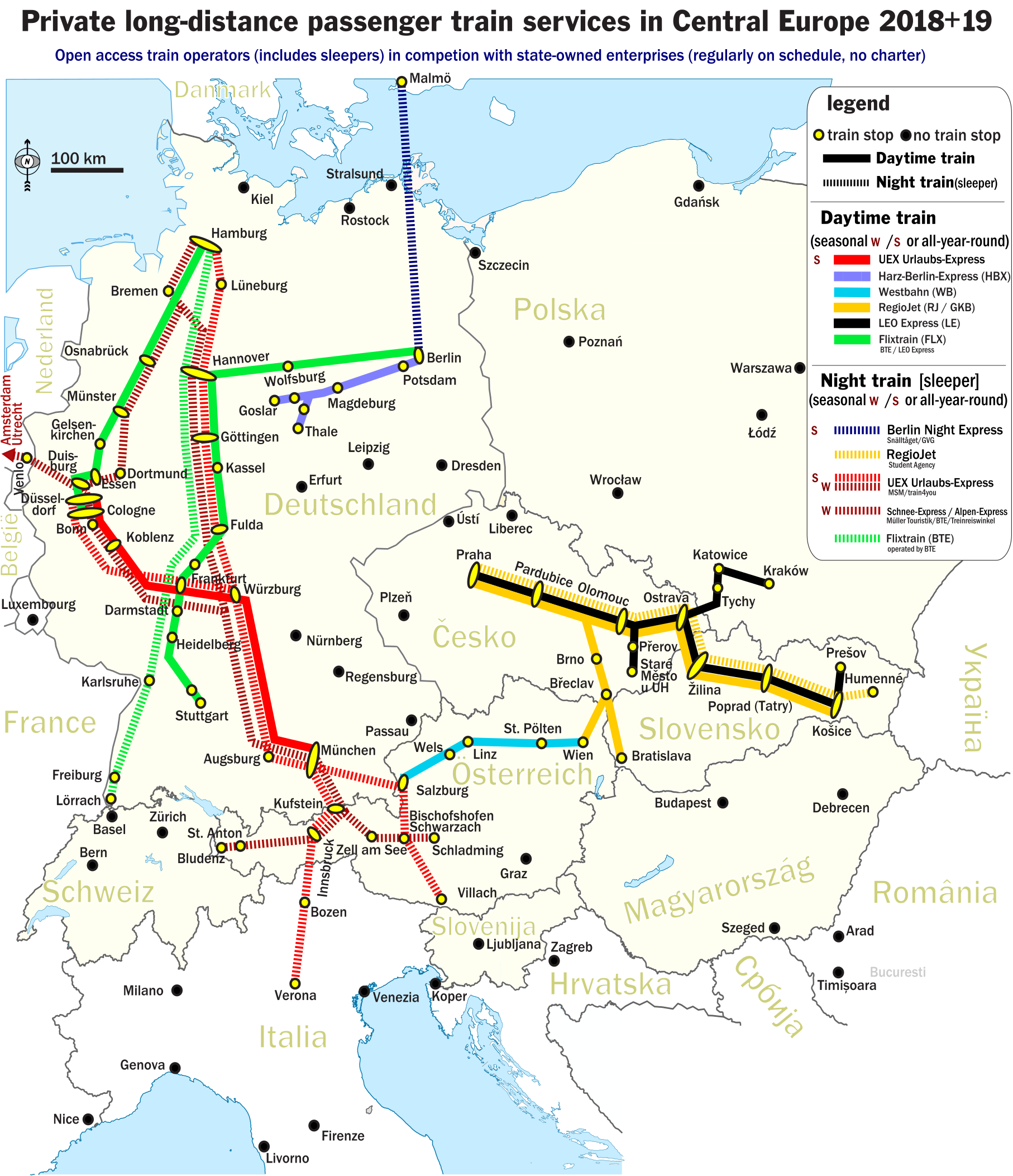
Mappa dei collegamenti per i treni a lunga percorrenza. Servizi RegioJet mostrati in giallo oro.

## Trasporto ferroviario
Nel 2006, Student Agency ha iniziato a pensare alla gestione del trasporto ferroviario. La prima intenzione era quella di iniziare con i treni sulla rotta Praga - Ostrava che avrebbero fatto concorrenza ai treni EC / IC e SC Pendolino delle ferrovie ceche. Nel giugno 2007, Radim Jančura ha annunciato che era in corso una procedura di gara con un costruttore ferroviario: il trasporto doveva essere più economico e più lussuoso del Pendolino, con un design simile ai treni ICE 3 che operano in Germania.
Nel marzo 2009 è stata costituita la controllata RegioJet. Il primo treno è partito il 24 aprile 2010 nell'ambito dell'evento pubblicitario Žluté jaro na železnici ("Primavera gialla sulla ferrovia"). Il prezzo di un biglietto di andata e ritorno tra le stazioni era un simbolico CZK 5. Questa operazione pubblicitaria è stata descritta da un rappresentante dell'azienda: “Vogliamo mostrare come i veicoli moderni possono contribuire alla semplificazione e al miglioramento del servizio di trasporto”.
Negli anni successivi la società ha partecipato a procedure di selezione, presentato offerte per l'esercizio di trasporti sussidiati a diverse regioni ceche e al Ministero dei Trasporti.

### Linee con il regolare esercizio del trasporto ferroviario

#### Percorso Praga - Ostrava - Havířov - Žilina (SK) - Košice (SK) - Humenné (SK)
Dal 26 settembre 2011, RegioJet ha operato, a proprio rischio aziendale, il trasporto ferroviario regolare senza un ordine del Ministero dei Trasporti, ricevendo solo compensi per sconti studenti e anziani dai fondi pubblici. L'inizio dell'operazione è stato accompagnato da una grande copertura mediatica.
L'azienda ha iniziato con tre coppie di treni sulle linee tra Praga e Havířov, e nel dicembre 2011 i treni hanno iniziato a funzionare con un intervallo regolare di due ore verso altre stazioni nella regione di Ostrava ( Český Těšín, Třinec ) e una coppia di treni ha iniziato ad avere destinazione Žilina.
Il 29 settembre 2011, le ferrovie ceca, nell'ambito della campagna ČD Promo, hanno ridotto su alcune relazioni la tariffa base; in particolare sulle rotte tra Praga - Ostrava, Praga - Brno e Praga - Hradec Králové. Il nuovo prezzo tra Praga e Ostrava era simile al prezzo fissato da RegioJet. Il portavoce di RegioJet Aleš Ondrůj ha dichiarato questa decisione come concorrenza sleale ed un uso improprio della posizione dominante sul mercato.
Nel dicembre 2012, RegioJet ha annunciato una perdita di 30-50 milioni di corone ceche per il 2012, giustificata in base al "prezzo predatorio" delle ferrovie ceche sulla rotta Praga - Ostrava. L'occupazione dei treni era di circa l'80%. RegioJet ha incolpato la politica dei prezzi delle ferrovie ceche per i risultati economici negativi e, dopo aver sollevato un reclamo dinanzi all'Autorità Antitrust, RegioJet ha deciso di citare in giudizio le ferrovie ceche dinanzi ad un tribunale per questo collegamento. Le perdite sarebbero coperte da altre attività, poiché l'intero gruppo dell'Agenzia studentesca ha mostrato guadagni di 110 milioni di CZK con guadagni superiori a 1,6 miliardi di CZK.
Da ottobre 2014, l'azienda ha introdotto un collegamento sulla tratta Praga-Košice e nel dicembre 2015 l'operazione è stata ampliata e sono state aggiunte carrozze letto.

#### Percorso Bratislava (SK) - Dunajská Streda (SK) - Komárno (SK)
Il 27 dicembre 2010, RegioJet ha acquisito un contratto di nove anni con il ministero dei Trasporti della Repubblica slovacca per gestire il trasporto ferroviario sovvenzionato sulla tratta tra Bratislava - Dunajská Streda - Komárno con l'inizio delle operazioni il 4 marzo 2012. Prima di iniziare il trasporto su questa tratta, RegioJet avrebbe investito circa 60.000 euro nella “modernizzazione e rafforzamento degli elementi di sicurezza”.

#### Percorso Praga - Brno - Bratislava (SK)
Dall'11 dicembre 2016 la compagnia ha lanciato i treni sulla rotta Praga - Brno - Bratislava. Attualmente (dal 2 settembre 2018), i treni RegioJet viaggiano 4 volte al giorno a Bratislava, e le altre due relazioni su questa tratta assicurano il trasporto con la stazione di Brno.

#### Praga - Brno - Vienna (AT)
Da dicembre 2017, l'azienda ha iniziato a collaborare con Graz-Köflacher Bahn und Busbetrieb e gestisce quattro coppie di treni da Praga attraverso Brno a Vienna. I treni terminano alla stazione centrale di Vienna e si fermano a Wien Simmering sulla tratta verso il territorio austriaco.

### Servizi Ústí nad Labem
Da dicembre 2019, per 10 anni,  Regiojet eserciterà i servizi U5, U7 e U13 nella regione di Ústí nad Labem a seguito della vittoria di una gara di appalto.

## Flotta di autobus e treni RegioJet
L'azienda si è presentata come operatore di trasporto di classe superiore fornendo dei servizi sui suoi treni che non erano ancora comuni nella Repubblica Ceca: giornali e riviste sono stati offerti ai passeggeri in viaggio e il biglietto include caffè o altre bevande calde offerte da uno steward o da una hostess. Fin dall'inizio, l'azienda ha investito nell'avere una flotta moderna.

### Autobus
Nelle prime fasi, durante il periodo Student Agency, il trasporto in autobus era assicurato da veicoli di produzione spagnola del marchio Ayats Atlantis su telaio MAN. Successivamente, la società ha iniziato a utilizzare gli autobus Beulas spagnoli sui telai Scania e Volvo. Nel 2006, l'azienda ha ulteriormente investito in cinque autobus Mercedes-Benz Travego, in particolare per le linee dirette a Vienna.
Nel 2012 la flotta di proprietà dell'azienda ammontava a circa 110 autobus, di cui 5 di colore bianco, in quanto la compagnia li operava sulle tratte Praga - Norimberga e Praga - Monaco per conto di Deutsche Bahn, mentre la vernice per altri veicoli erano realizzati in un evidente colore giallo.
Nel 2013 il numero è salito a 152 autobus. Il modello più presente era lo spagnolo Irizar PB su telaio Scania o Volvo: la società ne possedeva 93, di cui 67 equipaggiati con attrezzature Fun & Relax.
45 autobus Irizar i8 ultramoderni di ultima generazione sono entrati a far parte della flotta dell'azienda nell'aprile 2016. Il primo di questi autobus è stato introdotto sulla rotta Praga - Dresda - Berlino. Il numero di autobus che operano con il marchio RegioJet è cresciuto fino a raggiungere 210.

### Treni

#### Locomotive
Nel maggio 2010 è stato annunciato l'acquisto di nove locomotive elettriche E 163 revampizzate dal produttore Škoda Plzeň.  Erano state acquistate dalle Ferrovie Nord Milano negli anni '90 e modificati secondo le necessità del mercato italiano. Le locomotive sono state modificate per il funzionamento nella Repubblica Ceca ed il loro rapporto di trasmissione è stato modificato per aumentare la velocità massima a 140 km/h.
Le ultime aggiunte alla flotta sono quattro locomotive Traxx del produttore canadese Bombardier che sono state messe in servizio a metà del 2018.

#### Carrozze
Tutte le carrozze di RegioJet hanno la vernice esterna gialla aziendale e il logo blu-rosso con il nome REGIOJET. Inoltre, vicino alla porta d'ingresso è presente un'etichetta con la classe, le rispettive tariffe e i pittogrammi dei servizi offerti.
Nel giugno 2011, RegioJet ha acquistato 14 carrozze usate dalle Ferrovie Federali Austriache, che in precedenza erano state revampizzate per raggiungere velocità di 200 km/h, installati WC a circuito chiuso e prese elettriche. Queste carrozze sono state sottoposte a una completa ristrutturazione interna. Altre 14 carrozze sono stati acquistate nel luglio 2011. Tutte le carrozze (12 carrozze ABmz 61 81 30-90, 8 carrozze Ampz 61 81 18-91, 8 carrozze Bmz 61 81 21-90) sono stati contrassegnate di seconda classe da RegioJet, sebbene per ÖBB questi carrozze facessero servizio come prima classe.
È stato riferito che a gennaio 2014, RegioJet ha acquistato altri 45 carrozze della stessa serie da ÖBB, di cui 27 di prima classe.
Nel settembre 2014, la società slovacca Molpir, fornitore del sistema di intrattenimento a bordo FUNTORO, ha presentato alla fiera Innotrans di Berlino una carrozza ad alta capacità per RegioJet della società rumena Train Coaches Astra Vagoane Călători . La carrozza è nata in collaborazione con lo studio di interni Flagu-Coplass e l'architetto Patrik Kotas. Le carrozze hanno sedili dell'azienda tedesca Grammer e dispongono di uno schermo TV per ogni posto. Ogni carrozza costa circa € 1 milione ed in totale sono stati ordinati 10 carrozze, che dovrebbero essere messe in funzione nei prossimi mesi.
Alla fine del 2017, Regiojet ha acquistato 6 carrozze dall'azienda in bancarotta Arenaways, che erano state prodotte nel 2010 e hanno prestato servizio per diversi mesi in Italia. L'azienda ha ordinato altre10 carrozze Astra dal produttore rumeno. La prima è stata consegnato all'inizio del 2018.

#### Treni a composizione bloccata
RegioJet utilizza 9 DMU Bombardier Talent da 3 carrozze in Slovacchia.

##### Tabella del materiale rotabile di Regiojet
| Classe  | genere  | Immagine | Soprannome                | Produzione    | Costruttore               | Nota                                                                   | Itinerario                                                         |
| ------- | ------- | -------- | ------------------------- | ------------- | ------------------------- | ---------------------------------------------------------------------- | ------------------------------------------------------------------ |
| 162     | 98E     |          | Peršing (Persing)         | 1984–1992     | Škoda funziona            | Acquistato delle FNM e remvampizzate per aumentare la velocità massima | Praha - Pardubice - Ostrava - Žilina - Košice                      |
| 193 (D) | Vectron |          | Garfield                  | 2010-presente | Siemens                   | Affittato da ELL                                                       | Bratislava - Košice, Praha - Pardubice - Ostrava - Žilina - Košice |
| 386     | TRAXX   |          | TRAXX                     | 2018          | Bombardier Transportation |                                                                        | Praha - Vienna, Praha - Pardubice - Ostrava - Žilina - Košice      |
| 642 (D) | Desiro  |          |                           |               | Siemens                   | da società di leasing                                                  | Bratislava - Dunajská Streda - Komárno                             |
| 643 (D) | Talento |          |                           | 1994-presente | Bombardiere               |                                                                        | Bratislava - Dunajská Streda - Komárno                             |
| 721     | T 458.1 |          | Velký Hektor (Big Hector) | 1961-1971     | ČKD                       | Solo 721.151, riparazione a Nymburk                                    | Nel deposito di RJ -> Praga                                        |

## Tariffe dei treni
All'inizio, Regiojet non distingueva tra le classi, poiché i posti in tutte le carrozze venivano venduti come seconda classe allo stesso prezzo. Successivamente l'azienda ha introdotto quattro zone tariffarie sulle sue linee commerciali:
- Low cost - senza alcun servizio: seconda classe con tariffa ridotta (non garantita per tutte le linee), carrozza open space, non sono presenti prese elettriche, acqua in bottiglia inclusa nel prezzo del biglietto ed è disponibile un quotidiano.
- Standard: seconda classe - scompartimento per 6 persone, possibilità di avere uno scompartimento per bambini e uno scompartimento zona tranquilla, possibilità di utilizzare la carrozza Astra con un programma di intrattenimento negli schermi integrati in ogni sedile.
- Relax: seconda classe - carrozza open space, possibilità di sedili separati, ampi tavoli.

Nelle seconde classi Standard e Relax i passeggeri ricevono gratuitamente quotidiano e riviste, caffè e acqua in bottiglia e contemporaneamente possono ordinare altri snack a pagamento dal menù di bordo.
- Business: prima classe - scompartimento per 4 persone, possibilità di scompartimento zona tranquilla, quotidiani gratuiti e riviste economiche, nonché caffè, biscotti, tè di alta qualità, succo d'arancia o Bohemia Sekt (spumante).

Una connessione Internet è disponibile gratuitamente e l'opzione di prenotare un posto specifico è disponibile per tutte le classi.

## Galleria d'immagini

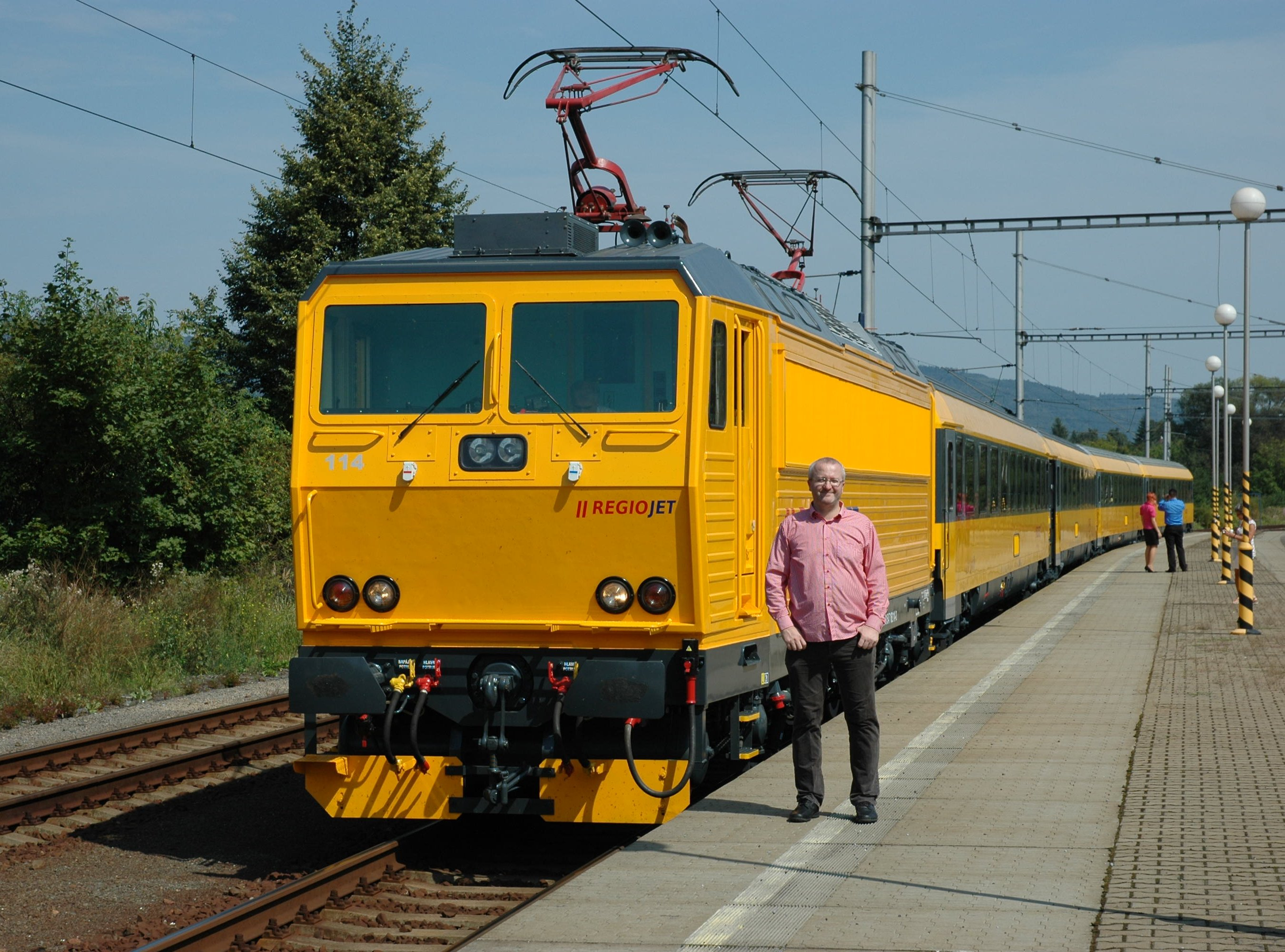
Il CEO di RegioJet Radim Jančura davanti a un treno che serve la tratta Havířov - Praga.
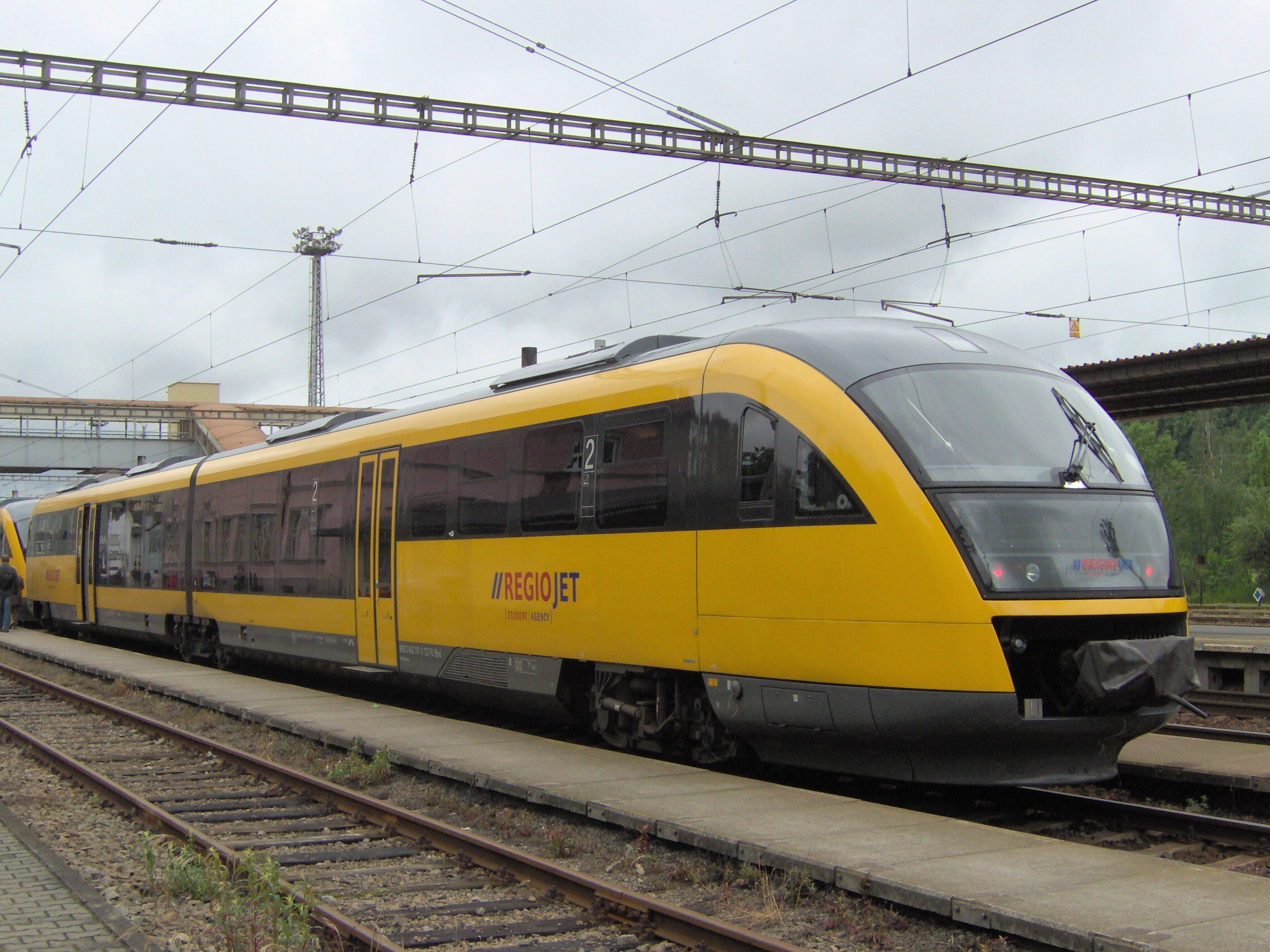
Una Desiro in livrea RegioJet a Skalice nad Svitavou.
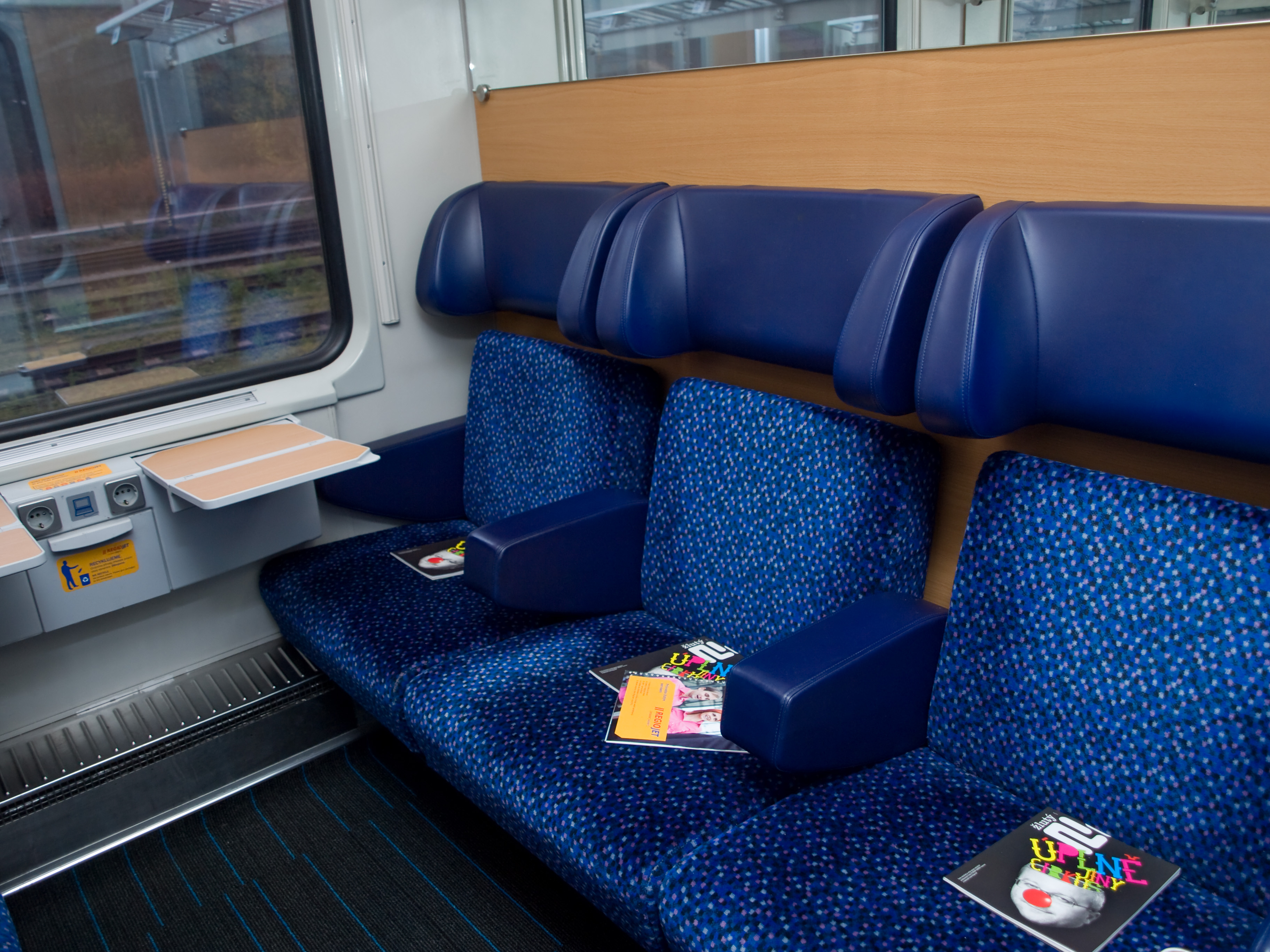
Classe standard (tessuto)
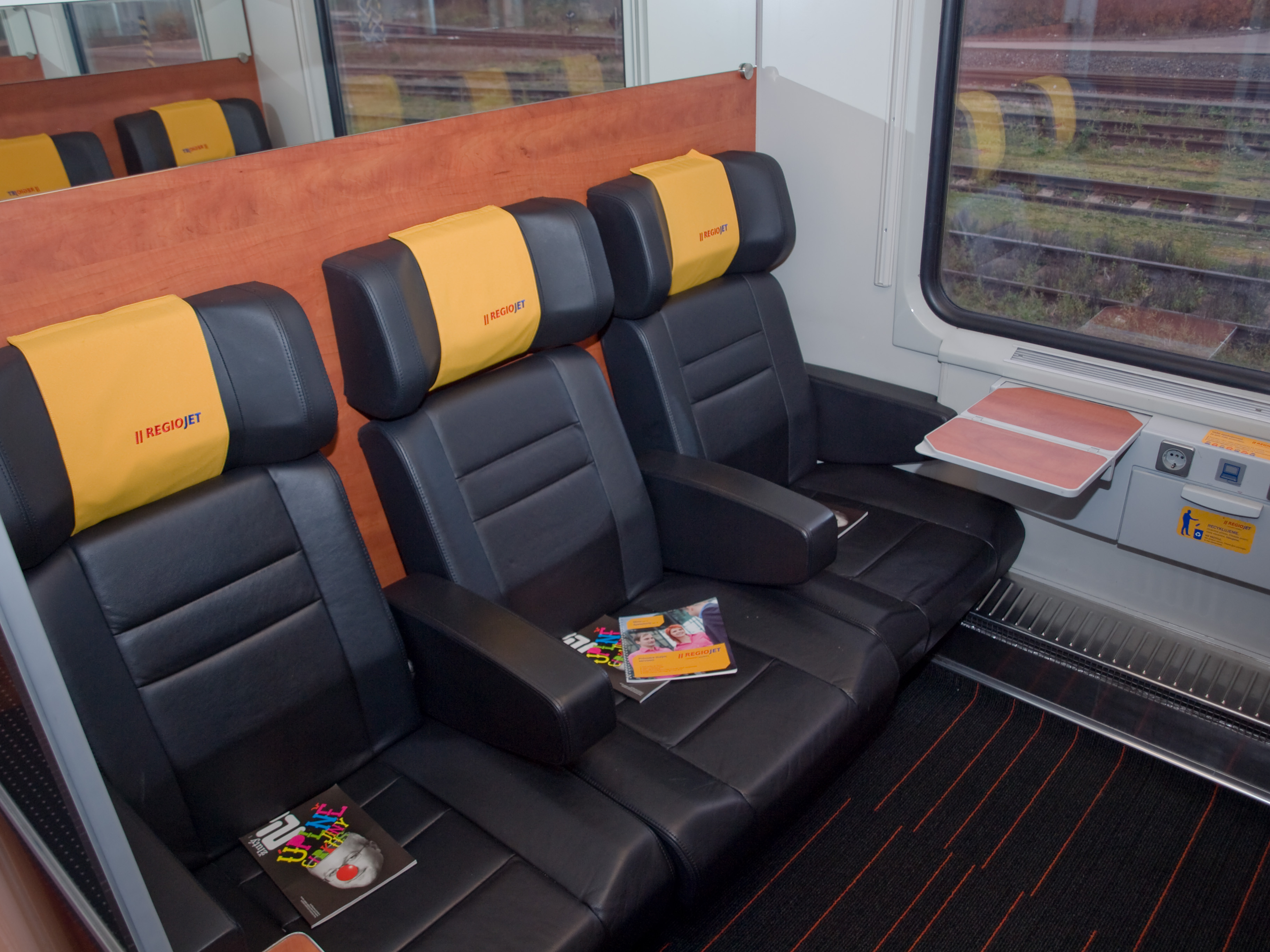
Classe standard (pelle)
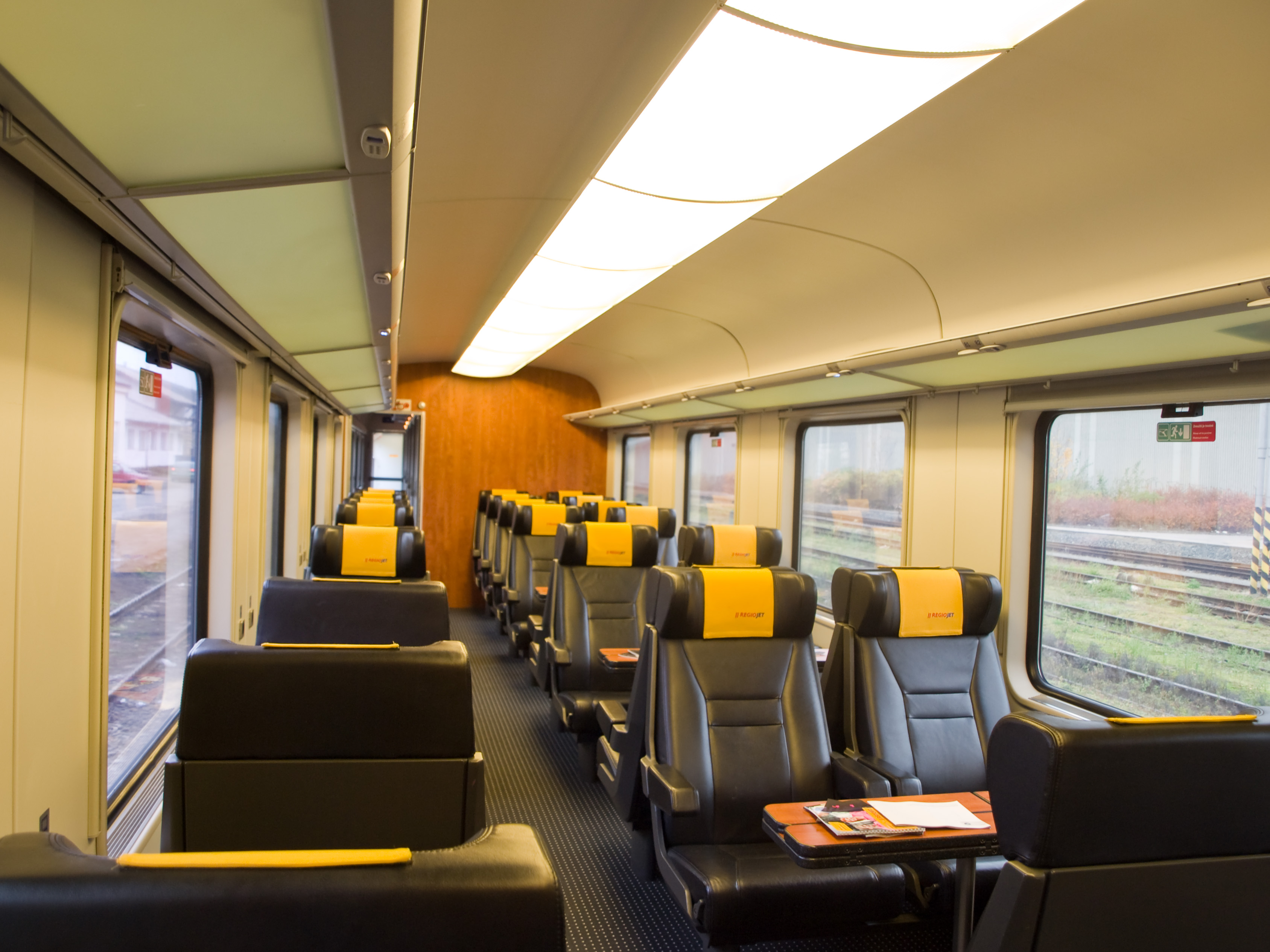
Classe di relax
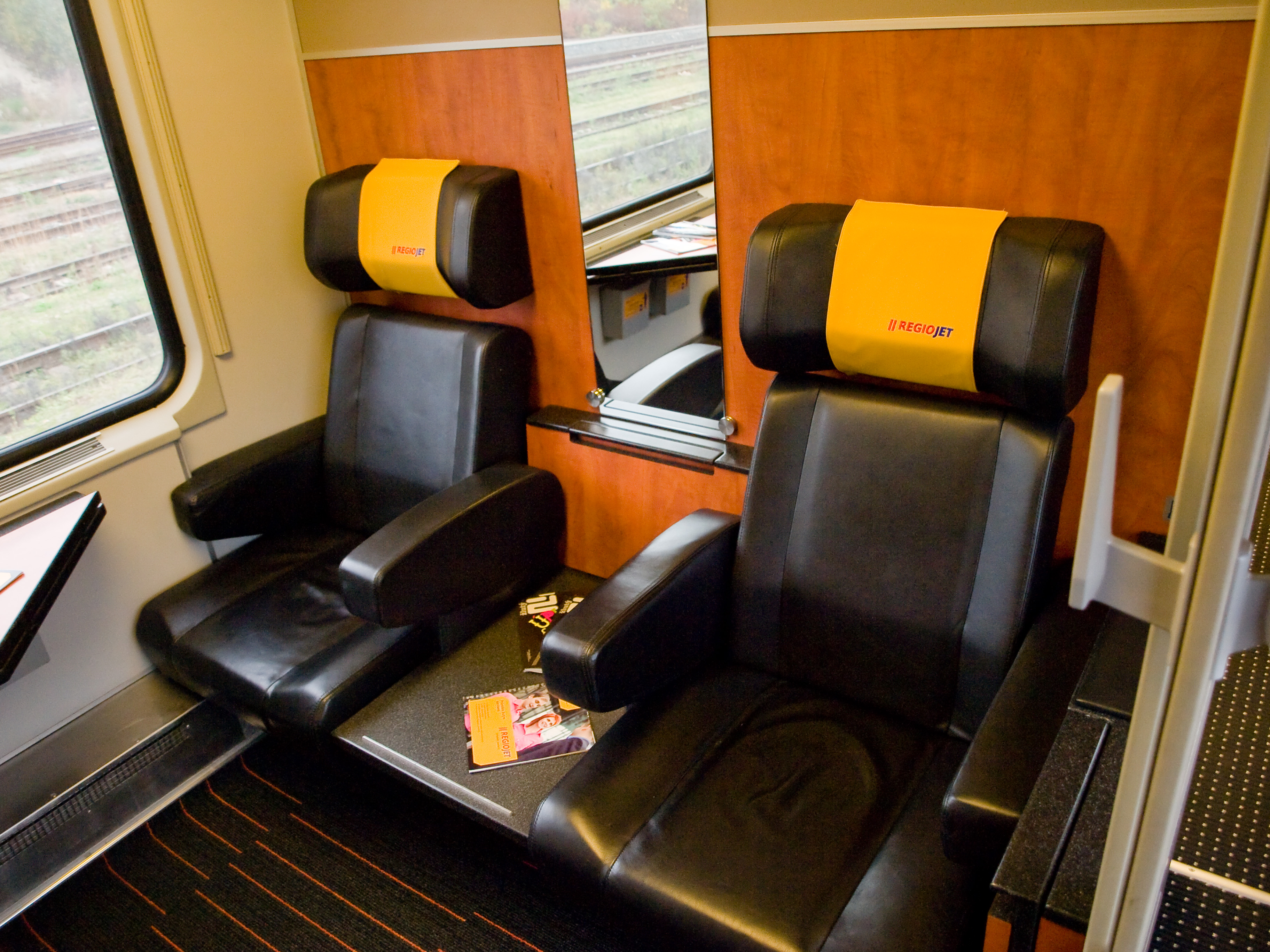
Deposito di Regiojet a Praga -Smíchov